# Santa Cruz Xochiaca
Santa Cruz Xochiaca är en ort i Mexiko.   Den ligger i kommunen Tenancingo och delstaten Mexiko, i den sydöstra delen av landet, 60 km sydväst om huvudstaden Mexico City. Santa Cruz Xochiaca ligger 2 445 meter över havet och antalet invånare är 167.
Terrängen runt Santa Cruz Xochiaca är lite bergig, och sluttar söderut. Runt Santa Cruz Xochiaca är det ganska tätbefolkat, med 120 invånare per kvadratkilometer. Närmaste större samhälle är Tenango de Arista, 13,7 km nordväst om Santa Cruz Xochiaca. I omgivningarna runt Santa Cruz Xochiaca växer huvudsakligen savannskog.